# Willem Maurits de Brauw
Jonkheer Willem Maurits de Brauw (* 24. August 1838 in Den Haag; † 18. Dezember 1898 ebenda) war ein niederländischer konservativer-liberaler Politiker, der unter anderem im Kabinett Van Lynden van Sandenburg von 1882 bis 1883 Kolonialminister sowie zwischen 1884 und 1897 Kommissar des Königs der Provinz Zeeland war.

## Leben
Willem Maurits de Brauw stammte aus einem Zierikzeer Adelsgeschlecht und war der Sohn des gleichnamigen Politikers Willem Maurits de Brauw (1810–1874), der unter anderem Mitglied der Ersten Kammer sowie der Zweiten Kammer der Generalstaaten war. Er absolvierte ein Studium der Rechtswissenschaften und des Kanonischen Rechts an der Universität Utrecht und schloss dort am 22. Januar 1864 seine Promotion zum Doktor der Rechte mit der Dissertation „De Departementen van allgemeen bestuur in Nederland sedert de omwenteling in 1795“ ab. Daraufhin war er zunächst als Rechtsanwalt tätig und wurde daraufhin am 7. Juli 1865 Staatsbeamter (Commies van Staat) im Staatsrat (Raad van State). Im August 1867 wechselte er ins Kolonialministerium, wo er im Juli 1871 zum Hoofdcommies sowie im Juli 1874 zum Referendaris befördert wurde. Daraufhin war er zwischen dem 1. April und dem 1. September 1882 als Administrateur der Generale Thesaurie Leiter der Schatzabteilung im Finanzministerium.
Nach dem Rücktritt von Willem van Goltstein van Oldenaller übernahm de Brauw am 1. September 1882 im Kabinett Van Lynden van Sandenburg das Amt als Kolonialminister (Minister van Koloniën). Nachdem die Zweite Kammer am 15. Februar 1883 mit 57 gegen 20 Stimmen den Abschluss des Berichterstatterausschusses zu einem vom Generalgouverneur von Niederländisch-Indien mit dem Bergbauunternehmen Billiton Maatschappij geschlossenen Verlängerungsvertrag gebilligt hatte, trat er am 23. Februar 1883 zurück. Nach dieser Schlussfolgerung beeinträchtigte der Vertrag über die Ausbeutung von Zinnminen die Interessen der Staatskasse erheblich und missachtete gesetzliche Bestimmungen. De Brauw übernahm dafür die politische Verantwortung, obwohl der Vertragsschluss während der Amtszeit seines Vorgängers beendet war. Im Anschluss wurde Marineminister Willem Frederik van Erp Taalman Kip am 23. Februar 1883 kommissarischer Kolonialminister.
Nachdem Willem Maurits de Brauw zwischen dem 23. Februar 1883 und dem 16. Juni 1884 kein Amt innehatte, wurde er durch Königliches Dekret vom 19. April 1884 zum Kommissar des Königs (Commissaris des Konings) der Provinz Zeeland ernannt und übte dieses Amt offiziell als Nachfolger von Abraham van Karnebeek vom 16. Juni 1884 bis zum 29. Juni 1897, wobei er seit dem 23. November 1890 den Titel Kommissar der Königin (Commissaris der Koningin) führte und am 29. Juni 1897 von Albert Johan Roest abgelöst wurde.
Sein Enkel war der Wirtschaftsmanager und Politiker Mauk de Brauw.

## Hintergrundliteratur
- Correspondentie tussen Frederik s’Jacob, gouverneur-generaal van Nederlands-Indië, en Willem Maurits de Brauw, minister van Koloniën, 1882
- Nederland’s patriciaat, Band 2, 1911, S. 52
- Zoek-licht. Nederlandsche encyclopædie voor allen, Band 2, 1923, S. 218